# KNWT
A KNWT a Wyomingi Egyetem tulajdonában álló ultrarövidhullámú rádióadó, amely a Wyoming Public Radio részeként kortárs zenét sugároz. Vételkörzete a Wyoming állambeli Bighorn-medence.
Hívójele a térség csapdázóira (Northwest Trappers) utal. A Northwest College műsorszórói képzésének megszűnése és az adóállomással kapcsolatos vitákat követően tulajdonjoga a Wyomingi Egyetemhez került.

## Története
Miután a hírközlési hatóság 2009. július 6-án megadta a sugárzási engedélyt, a csatorna november 17-én indult el; az adó a Cedar-hegyen volt. A főként hallgatók által üzemeltetett rádió stúdióit az induláskor felújították. 2016-ban költségcsökkentési okokból a Northwest College műsorszórói képzése megszűnt, azonban az adó tovább üzemelt. 2017-ben a főiskola és a Legend Towers, Inc. között vita bontakozott ki: a főiskola szerint havonta, azonban az üzemeltető szerint évente kellene fizetniük; miután az intézmény nem fizette ki a három évre előre megállapított díjat, a Legend Towers, Inc. 2017. július 17-én beszüntette a sugárzást.
2018 februárjában a csatornát a Wyomingi Egyetemnek adományozták, az adás pedig júliusban indult újra.

## Fordítás
- Ez a szócikk részben vagy egészben  a   KNWT című angol Wikipédia-szócikk ezen változatának fordításán alapul.  Az eredeti cikk szerkesztőit annak laptörténete sorolja fel. Ez a jelzés csupán a megfogalmazás eredetét és a szerzői jogokat jelzi, nem szolgál a cikkben szereplő információk forrásmegjelöléseként.